# Schlacht um Xuzhou
1937–1939

Marco-Polo-Brücke – Peking-Tianjin – Chahar – Shanghai (Sihang-Lagerhaus) – Peking-Hankou-Eisenbahn – Tianjin-Pukou-Eisenbahn – Taiyuan (Pingxingguan, Xinkou) – Nanking – Xuzhou (Tai’erzhuang) – Henan – Lanfeng – Amoy – Überflutung des Gelben Flusses – Wuhan (Wanjialing) – Canton – Hainan – Nanchang – (Xiushui) – Chongqing – Suixian-Zaoyang – (Shantou) – Changsha (1939) – Süd-Guangxi – Winteroffensive (Kunlun-Pass) – (Wuyuan)
1940–1942

Zaoyang-Yichang – Hundert Regimenter – Zentral-Hubei – Süd-Henan – West-Hebei – Shanggao – Shanxi – Changsha (1941) – Changsha (1942) – Yunnan-Burma-Straße – Zhejiang-Jiangxi – Sichuan
1943–1945

West-Hubei – Nord-Burma und West-Yunnan – Changde – Ichi-gō – Henan – Changsha (1944) – Guilin–Liuzhou – West-Henan und Nord-Hubei – West-Hunan – Guangxi (1945) – Mandschukuo (1945)
Die Schlacht um Xuzhou fand im Verlauf des Mai 1938 statt und war eine Schlacht des Zweiten Japanisch-Chinesischen Krieges zwischen Armeen der chinesischen Kuomintang (KMT) und des Kaiserreichs Japan. Sie bildete den Endpunkt einer mehrmonatigen Kampagne zur Einnahme des wichtigen Verkehrsknotenpunkts Xuzhou (früher auch Hsüchow).

## Hintergrund

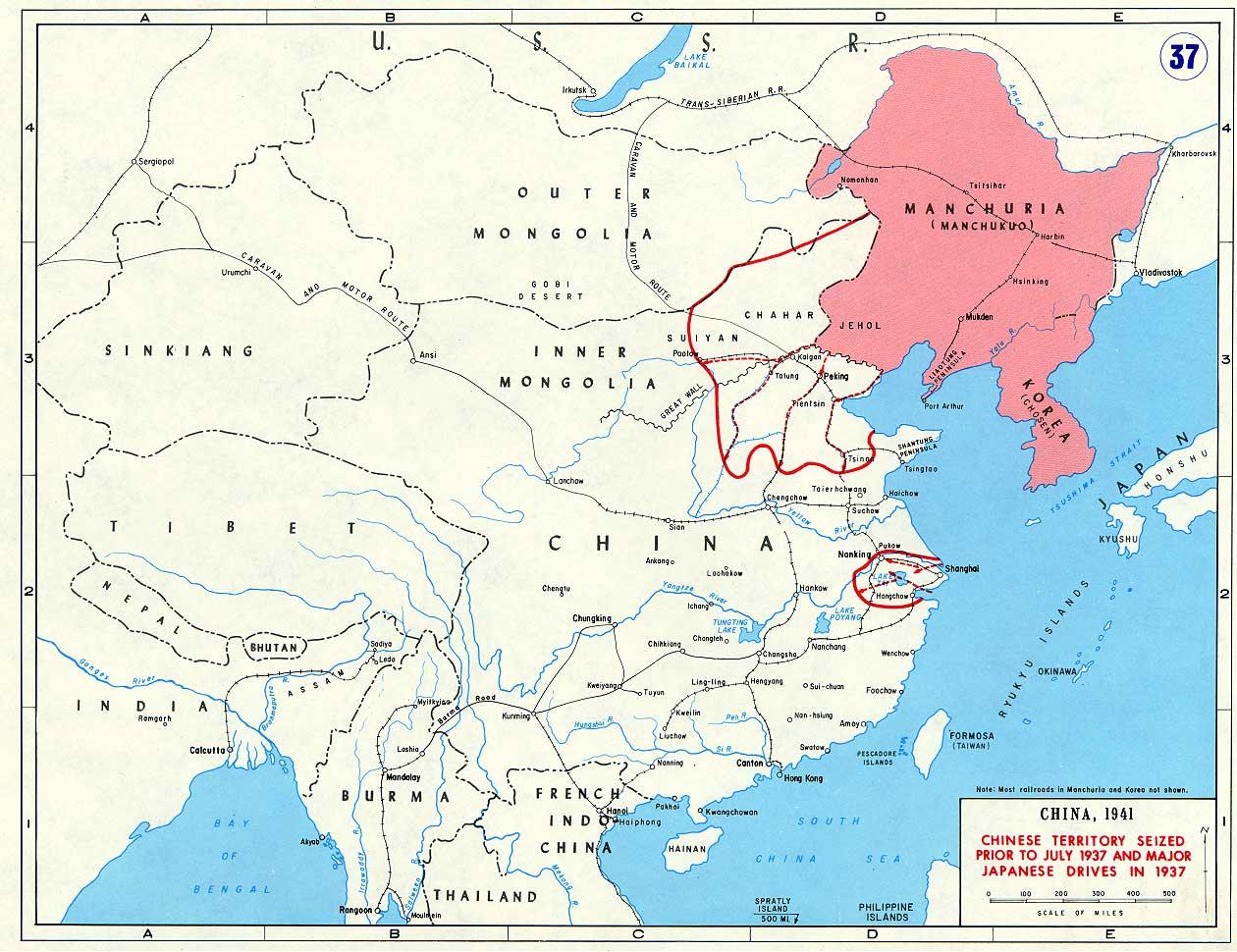
Japanische Eroberungen in China bis Ende 1937 (Xuzhou hier als Suchow gekennzeichnet)

Die Aktionen, die zu der Schlacht führten, können bis in den Dezember 1937 zurückdatiert werden. Die Regionalarmee Nordchina hatte nach der Schlacht um Peking-Tianjin im Sommer 1937 die chinesische 29. Marscharmee entlang der nord-südwärts von Tianjin nach Pukou verlaufenden Jinpu-Bahn zurückgedrängt. Im Dezember 1937 hatte die Regionalarmee Zentralchina Nanjing erobert, die verteidigenden chinesischen Truppen hatten sich in Richtung Zentralchina zurückgezogen.

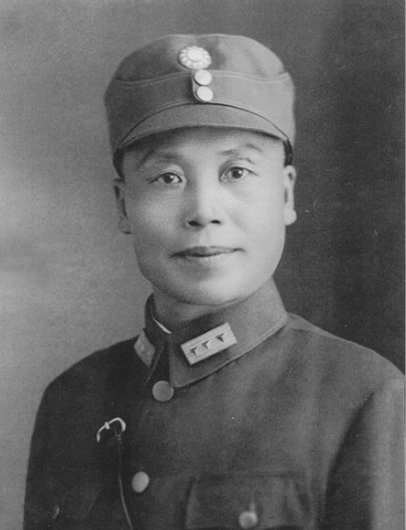
Li Zongren (Li Tsung-jen)

Die Shanghai-Expeditionsarmee war am 14. Februar 1938 aufgelöst worden. Die ihr unterstellten Verbände wurden zwischen der Regionalarmee Nordchina unter Generalleutnant Terauchi Hisaichi und der aus der Regionalarmee Zentralchina neugebildeten Zentralchina-Expeditionsarmee unter General Hata Shunroku aufgeteilt. Das japanische Oberkommando plante nun, den wichtigen Eisenbahnknotenpunkt Xuzhou in der Provinz Jiangsu, an dem die Jinpu-Bahn die von der Hafenstadt Lianyungang nach Westen verlaufende Longhai-Bahn kreuzt, einzunehmen. Von dieser Position aus wäre man in der Lage gewesen, von Xuzhou aus sowohl weiter westlich nach Zhengzhou und Xi’an als auch weiter südlich nach Wuhan vorzudringen.
Die von Süden aus dem Raum Nanking auf Xuzhou vordringenden japanischen Truppen der Zentralchina-Expeditionsarmee wurden im Januar 1938 in schweren Kämpfen am Huai He aufgehalten. Die von Norden kommende Regionalarmee Nordchina kämpfte sich bis März durch das südliche Shandong nach Xuzhou vor. In Xuzhou befand sich zu dieser Zeit das Hauptquartier des 5. Militär-Bezirks der KMT unter dem Oberbefehl von General Li Zongren und seinem Stellvertreter Bai Chongxi.
Ende März und Anfang April 1938 gelang es den Chinesen in der Schlacht um Tai’erzhuang der von Norden auf Xuzhou vorstoßenden Japanern, insbesondere der japanischen 5. Division unter Itagaki Seishirō, eine empfindliche Niederlage beizubringen. Die Japaner waren gezwungen, sich vorerst nach Norden zurückzuziehen und neu zu gruppieren.
Aufgrund des Drucks, den die Japaner auf die verteidigenden chinesischen Einheiten ausübten, zog die Kuomingtang-Führung bis Mai im Raum Xuzhou 64 Divisionen zusammen.

## Verlauf
Die Japaner entschlossen sich nach der Niederlage von Tai’erzhuang die Initiative zurückzuerlangen. Gegen Ende April erhielten die japanischen Truppen Verstärkungen und die nötige Zeit, um sich auf den Schlusskampf um Xuzhou vorbereiten zu können. Im Gegenangriff sollten die gesamten Kräfte des chinesischen 5. Militärbezirks im Raum eingekesselt werden, die japanische Truppenstärke wurde dafür auf 240.000 Mann verstärkt. Für die Operation stand im Norden die japanische Regionalarmee Nordchina (Generalleutnant Terauchi) mit vier Divisionen (5., 10., 16. und 114.) und im Süden die japanische Zentralchina-Expeditionsarmee (General Hata Shunroku) mit drei Divisionen (3., 9. und 13.) zur Verfügung. Von Süden her sollte die 13. Division mit dem 1. und 2. Panzerbataillon über Bengbu und Mengcheng vorgehen, um einen Rückzug der Chinesen an der Westflanke der Stadt nach Westen zu verhindern. Das japanische 5. Panzerbataillon verblieb als Unterstützung der nachfolgenden 3. Division (Generalleutnant Fujita Susumu) zur Verfügung.

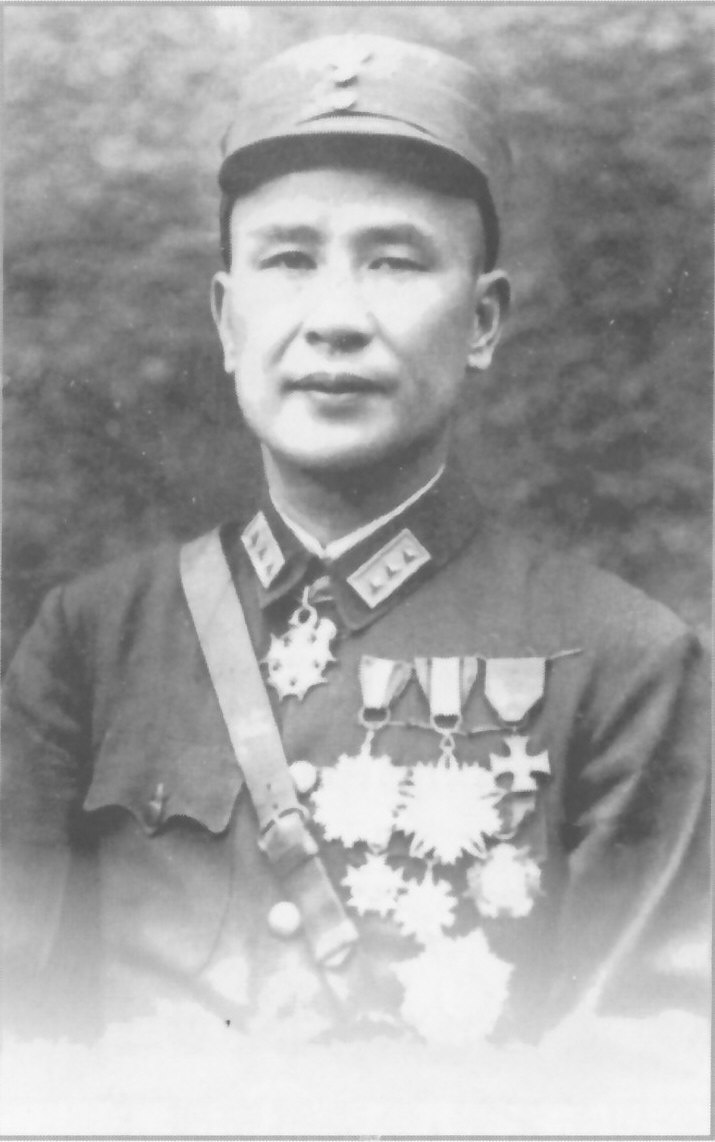
General Bai Chongxi

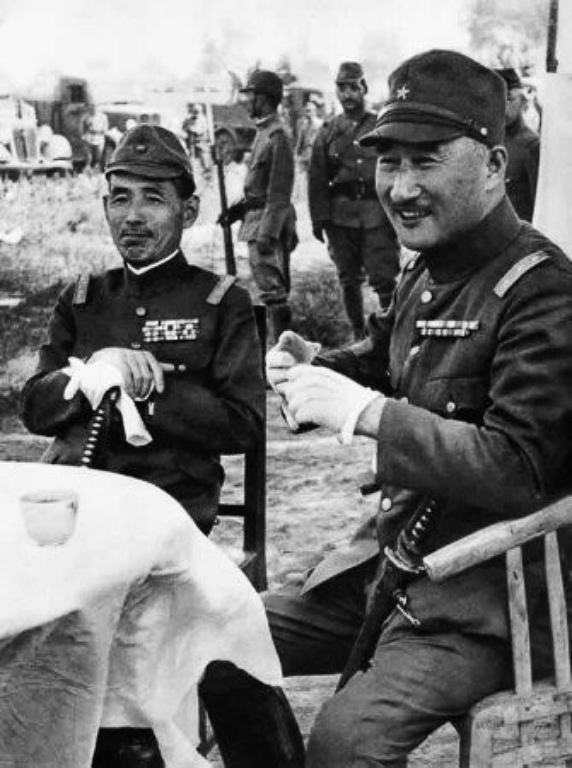
Generalleutnant Terauchi Hisaichi (rechts) zusammen mit General Hata Shunroku (links) bei Xuzhou (1938)

Die Japaner rückten in der Folge aus drei Richtungen, von Norden, Osten und Süden, auf Xuzhou vor. Am 9. Mai gelang ihnen die Einnahme von Mengcheng, wo sich die von Süden vorrückenden Truppen aufteilten. Ein Teil ging westlich und dann nördlich vor, um die Longhai-Bahn westlich von Xuzhou abzuscheiden. Die von Norden kommenden Japaner sammelten sich im Raum Jining, um wieder vorzurücken. Eine amphibische Landung bei Lianyungang vollendete schließlich den Einschließungsring. Separat sollte weiter westlich die 14. Division unter General Kenji Doihara bei Pujang über den Gelben Fluss setzen und auf Lanfeng und Kaifeng schwenken.
Am 15. Mai trafen sich die mobilen Spitzen der japanischen Umfassungsgruppen 80 Kilometer westlich von Xuzhou im Raum Tangshan. Chinesische Gegenangriffe im Raum Kinsiang, 50 Kilometer südwestlich Jining wurden zurückgeschlagen. Fast die gesamten chinesischen Truppen des 5. Militär-Bezirks unter Li Zongren waren damit eingeschlossen, nach Südwesten und Süden hin waren die japanischen Linien aber nicht gefestigt und noch leicht zu durchbrechen. Beiderseits des Kaiserkanals standen jetzt vierzehn Divisionen der 20. Armee unter General Tang-Enbo im Raum Tai’erzhuang am Ostflügel in Verteidigung. Im Nordwesten von Xuzhou standen die 81. und 20. Division unter General Lin Pin-sen, die 22. Division unter General Ku Liang-min und die 29. und 74. Division unter General Tsao Fu-lin. Im Westsektor der Stadt verteidigten die 119. und 143. Division unter General Liu Ju-min und weitere 14.000 Milizen.
Am 17. Mai begann die japanische Artillerie mit der Beschießung der Stadt Xuzhou, die Fliegerkräfte bombardierten die chinesischen Stellungen und belegten die Longhai-Bahnlinie. Am 19. Mai konnte die japanische 13. Division (Generalleutnant Rippei Ogisu) von Norden her in Xuzhou eindringen. Zu dieser Zeit hatte Li Zongren in Konsultation mit Chiang Kai-shek bereits den Rückzug aus der Stadt beschlossen und die Evakuierung der Zivilbevölkerung hatte begonnen. Die Truppen sollten sich zügig in kleineren Gruppen durch die dünnen japanischen Linien in südwestlicher Richtung absetzen. Zwischen 200.000 und 300.000 Mann konnten sich bis zum 21. Mai erfolgreich absetzen. Den Chinesen kam dabei ein Sandsturm zugute, der ihren Rückzug verdeckte. Geplant war, sich im Gebirge Dabie Shan erneut zur Verteidigung von Wuhan zu formieren.

## Verluste und Folgen
Zwar konnten die Japaner die schwere Schlacht gewinnen, doch die meisten chinesischen Soldaten entkamen dem Kessel und chinesische Einheiten waren nicht aufgerieben worden, dazu war die japanische Truppenstärke zu klein. Die Verluste der Chinesen beliefen sich auf etwa 100.000 Soldaten und die der Japaner lag bei rund 30.000 Mann.
Nach dem Ende der Schlacht um Xuzhou waren die Japaner entlang der Longhai-Bahn weiter nach Westen vorgestoßen, um sich in den Besitz von Zhengzhou, des nächsten wichtigen Eisenbahnknotenpunktes auf dem Weg nach Wuhan, zu versetzen. Nachdem sie bereits Kaifeng erreicht hatten und ihren Vorstoß fortzusetzen drohten, ordnete Chiang Kai-shek Anfang Juni 1938 auf Anraten von Chen Guofu die Zerstörung der Dämme des Gelben Flusses bei Huayuankou an. Er nahm dabei auch hohe Verluste unter der Zivilbevölkerung und weitreichende Verwüstungen von Städten und Dörfern in Kauf.